# Solución de Burow
Solución de Burow o Agua de Burow es una preparación farmacológica compuesta de acetato de aluminio disuelto en agua. Fue inventado en la mitad del siglo XIX por el oftalmólogo alemán Karl August Burow.
La formulación moderna que se expende bajo diversas denominaciones comerciales en farmacias en forma de polvo que sirve para preparar la solución acuosa, contiene una mezcla de acetato de calcio y sulfato de aluminio.
La preparación tiene propiedades astringentes, antipruriginosas y antibacterianas y se utiliza para tratar una serie de enfermedades de la piel como picaduras de insectos, erupciones causadas por la hiedra venenosa y el zumaque venenoso, inflamación, sarpullido, alergias y moretones. La solución de Burow tradicionalmente se aplica en compresas frías sobre la zona afectada.